# Лудвиг Фойербах
Лудвиг Андреас фон Фойербах (на немски: Ludwig Andreas von Feuerbach) е германски философ и антрополог.
Той е четвъртият син на видния юрист Пол Йохан Анселм Ритер фон Фойербах. Неговото мислене повлиява развитието на марксистката диалектика.

## Биография
Роден е на 28 юли 1804 г. в Ландсхут, Бавария. Той е четвъртото дете от общо 8 деца в семейството на Пол Йохан Анселм Ритер фон Фойербах, виден германски юрист, сред основателите на съвременното наказателно право, и Ева Трьостер, внучка на херцога на Саксония-Ваймар. Всички деца в семейството получават отлично образование и разностранна реализация. Анселм е музикант, Карл е математик, Едуард е естествоизпитател и юрист, Фридрих е индолог и преводач. Има и три сестри, Леоноре, Елиз и Ребека („Хелена“), която е поетеса.
През 1823 г. Лудвиг Фойербах завършва гимназия и постъпва в Хайделбергския университет, където изучава теология. Само след една година се разочарова от теологията и под влиянието на професор Карл Дауб се премества в Берлинския университет, където в продължение на две години слуша лекции на Хегел (влиянието на Хегеловата философия може да се забележи в ранните произведения на младия Лудвиг).
От 1826 г. продължава следването си като частен студент в Мюнхен по философия, литература и история. През 1828 г. Фойербах се записва в университета в Ерланген, където защитава дисертация за безкрайността, единството и всеобщността на разума, като още същата година се хабилитира и става частен доцент. Там паралелно със следването си по ботаника, анатомия и психология, чете лекции по история на философията, логика и метафизика.
През 1830 г. излиза неговото съчинение „Мисли за смъртта и безсмъртието“, което му спечелва ненавистта на духовенството и официалните власти, при което е принуден да напусне университета завинаги. През зимния семестър на 1835 – 36 г. чете за последен път университетски курс и след окончателното си скъсване с академичната кариера, поради невъзможността да получи катедра където и да било в Германия, през 1836 г. се преселва в село Брукберг, Тюрингия, където прекарва до края на живота си като свободен писател.
Сборникът от афоризми „Абелар и Елоиза или писателят и човекът“ и „История на по-новата философия от Бейкън Веруламски до Бенедикт Спиноза“, показващи ориентацията му към хегеловия метод, е причина да бъде поканен от хегелианското общество – младохегелианци, за научна критика и сътрудник в списанието им.
В трудните моменти, когато е без работа, с жена му Берта Льов се издържат от нейната порцеланова фабрика в Брукберг. През 1848 г. се кандидатира за депутат в парламента на Франкфурт от страна на радикалдемократическата левица. След фалита на фабриката изпада в бедност и живее с незначителни доходи от хонорари и дарения от приятели, като пише все по-рядко. През 1869 г. става член на основаната от Август Бебел Германска социалдемократическа партия, интересува се от освободителното движение на жените и чернокожите в САЩ.
Умира на 68-годишна възраст в дома си в парка „Рехенберг“ в Нюрнберг на 13 септември 1872 г.

## Философия
Фойербах е сред най-активните хегелианци в първата половина на 19 век. Във философията на своя учител Хегел Лудвиг вижда преди всичко движение на човечеството към свободата като идеал и като реалност. От друга страна, като материалист Фойербах се обръща срещу своя учител и поставя под специално внимание абстрактността и несъстоятелността на идеалистическите трактовки на битието. Битието в най-общ вид изразява материалното съществуване на нещата. В този аспект неговото мислене повлиява на развитието на марксистката диалектика. За Фойербах „чисто“ битие не съществува. Действително е само конкретното битие на нещата. То е реално само като определено и само определеното битие може да бъде обект на мисълта.
Според него, новата философия трябва преди всичко да отрече спекулативните принципи на предходната философия и да се превърне в реална наука. Тя трябва да престане да витае в надоблачните висини и да се опре върху постиженията на отделните науки за природата и обществото. С тяхна помощ тя трябва да обоснове всички свои положения. Давайки си сметка за ролята на човешката практика за опознаване действието на универсалните закони на природата, Фойербах стига до заключение, че човек не само е определен като природно същество от законите на природата, но и осъзнава тези закони.
Затова за Лудвиг най-висшето във философията е човешката същност. Той полага много усилия, за да докаже един от основните принципи на всеки материализъм: материалното единство на света в безкрайното многообразие на всичко съществуващо.
И все пак материята и разумът у Фойербаховата философия не са равнопоставени. Материята е първична както в онтологически, така и в гносеологически смисъл. Тя е породила разума и разумът е само едно от многото ѝ свойства. Никакво мислене и познание не би било възможно, ако материята в своите многообразни форми и прояви не беше достъпна за разума. Един последователен материалист не може да поддържа, че истината е в съответствие с човешкия род, дори ако в него се оглежда природата. Истината е съответствие на знанието с познаващия се обект сам по себе си, а не обекта, както човекът го вижда.
Единствено в диалектическия материализъм човекът намира своето място във философията като конкретен, исторически обусловен мислещ субект, без да се превръща нито в център на вселената, нито в сляпо оръдие на надприроднен абсолютен дух, според Фойербах.
Истината, казва Фойербах, е само това, в което другият се съгласява с мен, единомислието е първият признак на истината. Въпреки че това е крайна позиция за един краен материалист, все пак Фойербах остава верен на антропологията. Тук на преден план трябва да се вземе именно онова, което е най-съществено за човешката природа. От където именно идва, че коренът на философията и теологията е един и същ и те трябва да бъдат равнопоставени, обектът на религията е и обектът на философията. Затова той счита за напълно оправдано не само свеждането на теологията до антропология, но и „издигането“ на антропологията до теологията. Разобличаване земния характер на религията е първото условие за свободно философствуване, а краят на философията е провъзгласяването ѝ за нова религия.
Така стигаме до неговите размишления относно религията, които Фойербах излага в своя труд „Същността на християнството“.

## Религия
Когато говори за религията, Фойербах говори за религиозен предмет, при който съзнанието непосредствено съвпада със самосъзнанието. Така той отчленява сетивния и религиозния предмет, като поставя първия извън човека, а втория в него, казвайки, че религиозният като вътрешен, е интимен, дори най-интимният и най-близък на човека предмет. По този начин авторът очертава едно основно положение, по което да се води в своите размишления, казвайки, че предметът на човек не е нищо друго освен неговата предметна същност. Тук се появява едно двойно припокриване на човека с неговия „Бог“, едно неразличимо единство, намиращо своя общ храм в „Аза“. Според него, както мисли човек, каквото е убеждението му, такъв е и неговия бог. Съзнаването на бога е самосъзнанието на човека, познанието на бога е самопознанието на човека. Бог за човека, казва Фойербах, е неговият дух, неговата душа, а духът на човека, неговата душа, неговото сърце, е неговият бог. По този начин религията като такава и самият бог ни се разкриват в и чрез човека и така отново, във и чрез него, с нейна помощ излизат, разкриват ни се най-съкровените тайни и мисли. За него религията е първото и косвено самосъзнание на човека и именно това е причината, поради която предхожда философията на всички нива. За Фойербах това е едно своеобразно детско мислене, което се забелязва както в историята на човечеството, така и в историята на отделните хора. Авторът ни показва как човек първо пренася своята същност вън от себе си, преди да я намери в себе си. При старите религии човекът прави своята същност обект, предмет, като друго същество, а чак след това, при новата религия, това, което преди се е приемало за обективно, сега се смята и обожава като субективно. Фойербах смята, че това е един прогрес, еволюция в религията, където обожаваното преди като бог, сега се разкрива като нещо човешко. Това е необходима крачка към по-дълбоко самопознание.
Така авторът ни разкрива своята задача като мислител, която се състои в разкриване на илюзията, заблудата, че има противоположност между божественото и човешкото, че предметът и съдържанието на християнската религия са съвсем човешки.

## Произведения

### В превод
- Фойербах Л., Избрани произведения: Т. 1 – 2, София: БКП, 1958 – 1966 (Т.1: Прев. Андрей Андреев. – 1958. – 694 с.; Т.2: Прев. Карл Сабитаев. – 1966. – 984 с.)

### В оригинал
- De ratione una, universali, infinita (1828). [2]
- Gedanken über Tod und Unsterblichkeit (1830).
- Geschichte der Neuern Philosophie; von Bacon von Verulam bis Benedict Spinoza (1833), 
История на новата философия от Бейкън Веруламски до Бенедикт Спиноза. [3]
- Abälard Und Heloise, Oder Der Schriftsteller Und Der Mensch (1834).
- Kritik des Anti-hegels (1835). 2nd edition, 1844. [4]
- Geschichte der Neuern Philosophie; Darstellung, Entwicklung und Kritik der Leibniz'schen Philosophie (1837), 
Изложение, развитие и критика на философията на Лайбниц. [5]
- Pierre Bayle (1838), 
Пиер Бейл. [6]
- Über Philosophie und Christenthum (1839).
- Das Wesen des Christenthums (1841),
Същността на християнството. 2nd edition, 1848. [7]
  - ((en)) The Essence of Christianity (1854). Tr. Marian Evans. [8]
- Grundsätze der Philosophie der Zukunft (1843). [9]
- Vorläufige Thesen Zur Reform Der Philosophie (1843).
- Das Wesen des Glaubens im Sinne Luther's (1844). Harvard.
- Das Wesen der Religion (1846). 2nd edition, 1849. Stanford.
- Erläuterungen Und Ergänzungen Zum Wesen Des Christenthums (1846).
- Ludwig Feuerbach's sämmtliche Werke (1846 – 1866).
  - Volume 1, 1846. Gallica; NYPL.
  - Volume 2, 1846. Gallica.
  - Volume 3, 1847. Gallica; NYPL. 1876, Oxford.
  - Volume 4, 1847. Gallica; Oxford.
  - Volume 5, 1848. Gallica; NYPL.
  - Volume 6, 1848. Gallica; NYPL.
  - Volume 7, 1849. Gallica; Oxford.
  - Volume 8, 1851. Gallica; NYPL.
  - Volume 9, 1857. Gallica; NYPL.
  - Volume 10, 1866. Gallica; NYPL.
- Ludwig Feuerbach in seinem Briefwechsel und Nachlass (1874). 2 volumes. Oxford. Vol. 1. NYPL. Vol. 2. NYPL.
- Briefwechsel zwischen Ludwig Feuerbach und Christian Kapp (1876). Harvard; Oxford.